# Чохелі Гіві Дмитрович
Гіві Дмитрович Чохелі (груз. გივი ჩოხელი, рос. Гиви Дмитриевич Чохели; 27 червня 1937, Телаві — 25 лютого 1994, Тбілісі) — радянський футболіст, що грав на позиції захисника. По завершенні ігрової кар'єри — футбольний тренер. Заслужений майстер спорту СРСР.
Виступав, зокрема, за клуб «Динамо» (Тбілісі), а також національну збірну СРСР.
Чемпіон СРСР. У складі збірної — чемпіон Європи.

## Клубна кар'єра
У дорослому футболі дебютував 1956 року виступами за команду «Надікварі» з рідного Телаві, в якій провів один сезон.
1956 року перейшов до тбіліського «Динамо», за яке відіграв десять сезонів. За цей час виборов титул чемпіона СРСР. Завершив професійну кар'єру футболіста виступами за команду «Динамо» (Тбілісі) у 1965 році.

## Виступи за збірну
1960 року дебютував в офіційних матчах у складі національної збірної СРСР. Протягом кар'єри у національній команді, яка тривала усього 3 роки, провів у формі головної команди країни 19 матчів.
У складі збірної був учасником чемпіонату світу 1962 року у Чилі, а також чемпіонату Європи 1960 року у Франції, здобувши того року титул континентального чемпіона.

## Кар'єра тренера
Розпочав тренерську кар'єру, відразу по завершенні виступів на футбольному полі, в 1966, увійшовши до складу тренерського штабу тбіліського «Динамо». Протягом двох наступних десятирічь працював у клубній структурі «Динамо» (Тбілісі), у тому числі начальником команди, а протягом 1969—1970 та 1974 років — старшим (головним) тренером тбіліської команди.
Помер 25 лютого 1994 року на 57-му році життя у місті Тбілісі.

## Титули і досягнення
- Чемпіон СРСР (1):

«Динамо» (Тбілісі): 1964
- Чемпіон Європи (1):

СРСР: 1960